# Немшка Вас (Кршко)
Немшка Вас (словен. Nemška vas) — поселення в общині Кршко, Споднєпосавський регіон, Словенія. Висота над рівнем моря: 360,3 м.